# Here and There
Here and There, lanzado en 1976, es un álbum en vivo del músico inglés Elton John; es su decimocuarto lanzamiento oficial de álbum. El título hace referencia a los dos conciertos representados en el álbum: "Here" es un concierto grabado en el Royal Festival Hall de Londres durante el verano de 1974; "There" es un concierto grabado en el Madison Square Garden de la ciudad de Nueva York el 28 de noviembre de 1974.

## Lista de canciones
| Lado A (Here) |                                   |          |  |
| N.º           | Título                            | Duración |  |
| 1.            | «"Skyline Pigeon"»                | 4:34     |  |
| 2.            | «"Border Song"»                   | 3:18     |  |
| 3.            | «"Honky Cat"»                     | 7:15     |  |
| 4.            | «"Love Song" (con Lesley Duncan)» | 5:25     |  |
| 5.            | «"Crocodile Rock"»                | 4:15     |  |

| Lado B (There) |                                             |          |  |
| N.º            | Título                                      | Duración |  |
| 1.             | «"Funeral for a Friend/Love Lies Bleeding"» | 11:11    |  |
| 2.             | «"Rocket Man"»                              | 5:12     |  |
| 3.             | «"Bennie and the Jets"»                     | 6:09     |  |
| 4.             | «"Take Me to the Pilot"»                    | 5:48     |  |
| 53:08          |                                             |          |  |

## Posicionamiento en listas

### Posicionamiento semanal
| País           | Posición |
| -------------- | -------- |
| Australia      | 11       |
| Canadá         | 13       |
| Nueva Zelanda  | 3        |
| Noruega        | 19       |
| Suecia         | 30       |
| Reino Unido    | 6        |
| Estados Unidos | 4        |

### Posicionamiento anual
| País          | Posicíon |
| ------------- | -------- |
| Canadá        | 87       |
| Nueva Zelanda | 34       |